# Кефалотири
Кефалотири (греч. κεφαλοτύρι) — твёрдый солёный сыр из козьего или овечьего молока, производящийся в Греции и на Кипре. В зависимости от количества молока, цвет сыра может варьироваться от жёлтого к белому.

## Вкусовые качества
Происхождение сыра относится к эпохе Византийской империи. По вкусу сыр слегка напомнинает Грюйер, но кефалотири — более твёрдый и солёный. Кефалотири используется в жарке на оливковом масле для приготовления блюда саганаки, а также в качестве добавки к спагетти, мясу или овощам. Время созревания сыра — от 3 месяцев. Кефалотири, зреющий год или более — более сухой и насыщенный по вкусу, может употребляться в качестве мезе (закуски) с алкогольным напитком узо.